# Aloe castilloniae
Aloe castilloniae ist eine Pflanzenart der Gattung der Aloen in der Unterfamilie der Affodillgewächse (Asphodeloideae). Das Artepitheton castilloniae ehrt Bernadette Castillon, die auf Réunion madagassische Sukkulenten kultiviert.

## Beschreibung

### Vegetative Merkmale
Aloe castilloniae wächst stammbildend, ist reich von der Basis aus verzweigt und bildet große Gruppen von bis zu 1 Meter Durchmesser. Die niederliegenden oder hängenden Stämme erreichen eine Länge von bis zu 40 Zentimeter und sind 1 Zentimeter dick. In der Regel sind sie bis zu Spitze mit trocknen Blättern bedeckt. Die 30 bis 40 stark zurückgebogenen, steifen, dreieckigen Laubblätter sind fünfzeilig angeordnet. Die blaugrüne Blattspreite ist 6 Zentimeter lang und 1,5 Zentimeter breit. Auf ihr befinden sich zerstreut rote, 1 bis 2 Millimeter lange Stachelchen. Die Spitze ist spitz und trägt ein bis drei kleine Stacheln. Die kräftigen, deltoiden, roten Zähne am Blattrand sind 2 Millimeter lang und stehen 3 bis 6 Millimeter voneinander entfernt.

### Blütenstände und Blüten

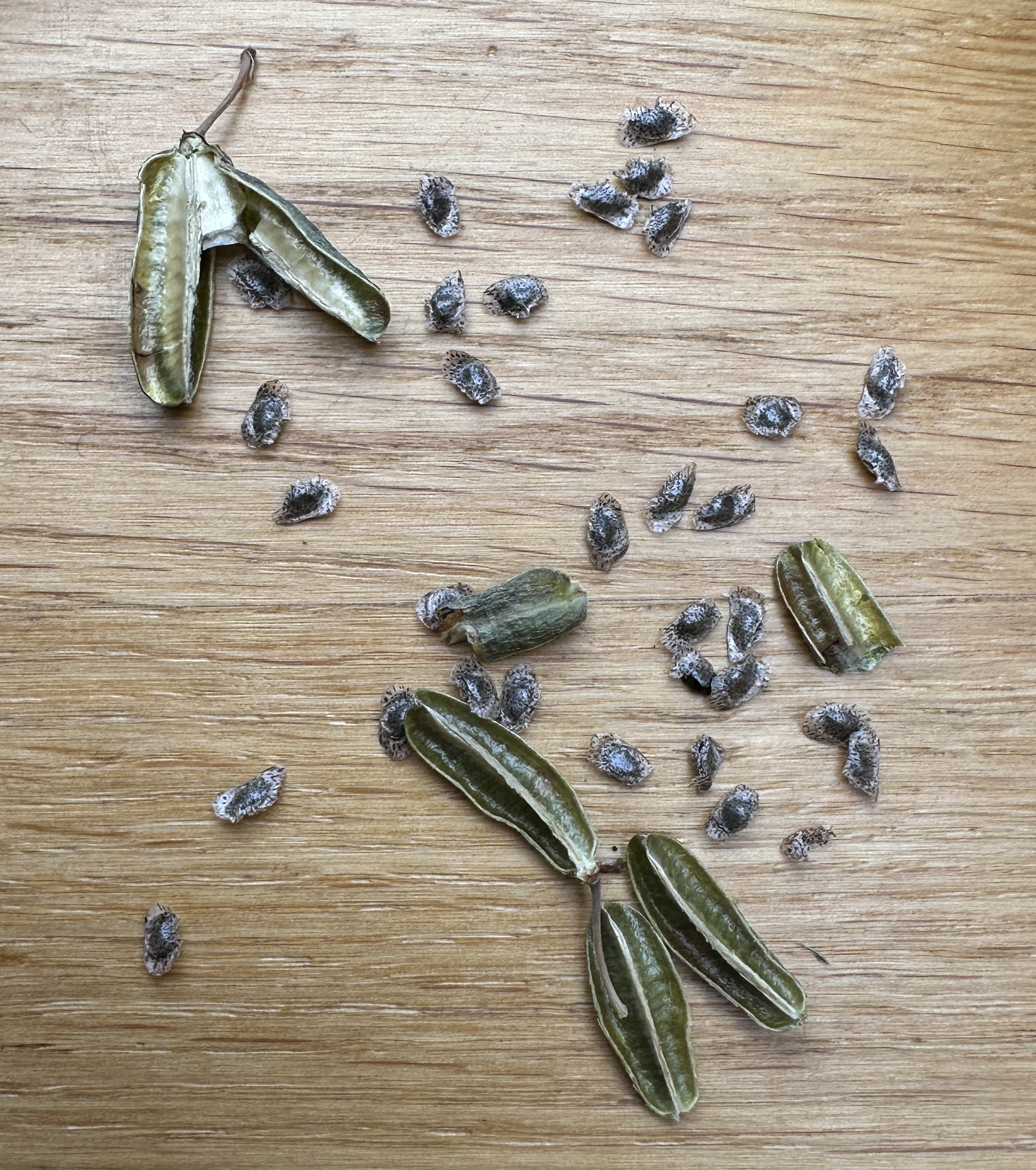
Geöffnete Früchte und Samen

Der einfache Blütenstand erreicht eine Länge von bis 6,5 Zentimeter. Die lockeren Trauben bestehen aus zwei bis neun Blüten. Die Brakteen weisen eine Länge von etwa 2 Millimeter auf. Die leuchtend orangeroten, leicht gebogenen Blüten stehen an etwa 8 Millimeter langen, rötlichen Blütenstielen. Die Blüten sind 23 Millimeter lang. Auf Höhe des Fruchtknotens weisen die Blüten einen Durchmesser von 6 Millimeter auf. Darüber sind sie auf 4 Millimeter verengt und schließlich zur Mündung auf 8 Millimeter erweitert. Ihre äußeren Perigonblätter sind (fast) nicht miteinander verwachsen. Die Staubblätter und der Griffel ragen 1 bis 3 Millimeter aus der Blüte heraus.

## Systematik und Verbreitung
Aloe castilloniae ist auf Madagaskar auf porösem Kalksandstein in Höhen von etwa 100 bis 250 Metern verbreitet.
Die Erstbeschreibung durch Jean-Bernard Castillon wurde 2006 veröffentlicht.

## Nachweise